# Recht uit m'n hart (lied)
Recht uit m'n hart is een lied van de Nederlandse zanger Jan Smit. Het werd in 2015 als single uitgebracht en stond in hetzelfde jaar als eerste track op het gelijknamige album.

## Achtergrond
Recht uit m'n hart is geschreven door Smit en geproduceerd door Thomas Tol en Jaap Kwakman. Het is een ballade met de palingsound. Het lied is een ode aan de geliefde van Smit. In het lied zingt hij behalve over hoe mooi ze is en hoeveel hij van haar houdt, ook over het gemis als hij niet met haar is. Het lied was het enige nieuwe nummer op de balladeverzamelalbum Recht uit m'n hart. De single heeft in Nederland de gouden status.

## Hitnoteringen
De artiesten hadden succes met het lied in de hitlijsten van Nederland. Het piekte op de eerste plaats van de Nederlandse Single Top 100 en stond één week op deze positie. In totaal stond het drie weken in deze hitlijst. De Nederlandse Top 40 werd niet bereikt; het kwam hier tot de tweede plaats van de Tipparade. Ook in de Vlaamse Ultratop 50 was er geen notering. Wel kwam het tot de 39e plaats van de Ultratip 100.